# Віссі (Канепі)
Віссі (ест. Vissi) — село в Естонії, входить до складу волості Валґ'ярве, повіту Пилвамаа.